# Teqball

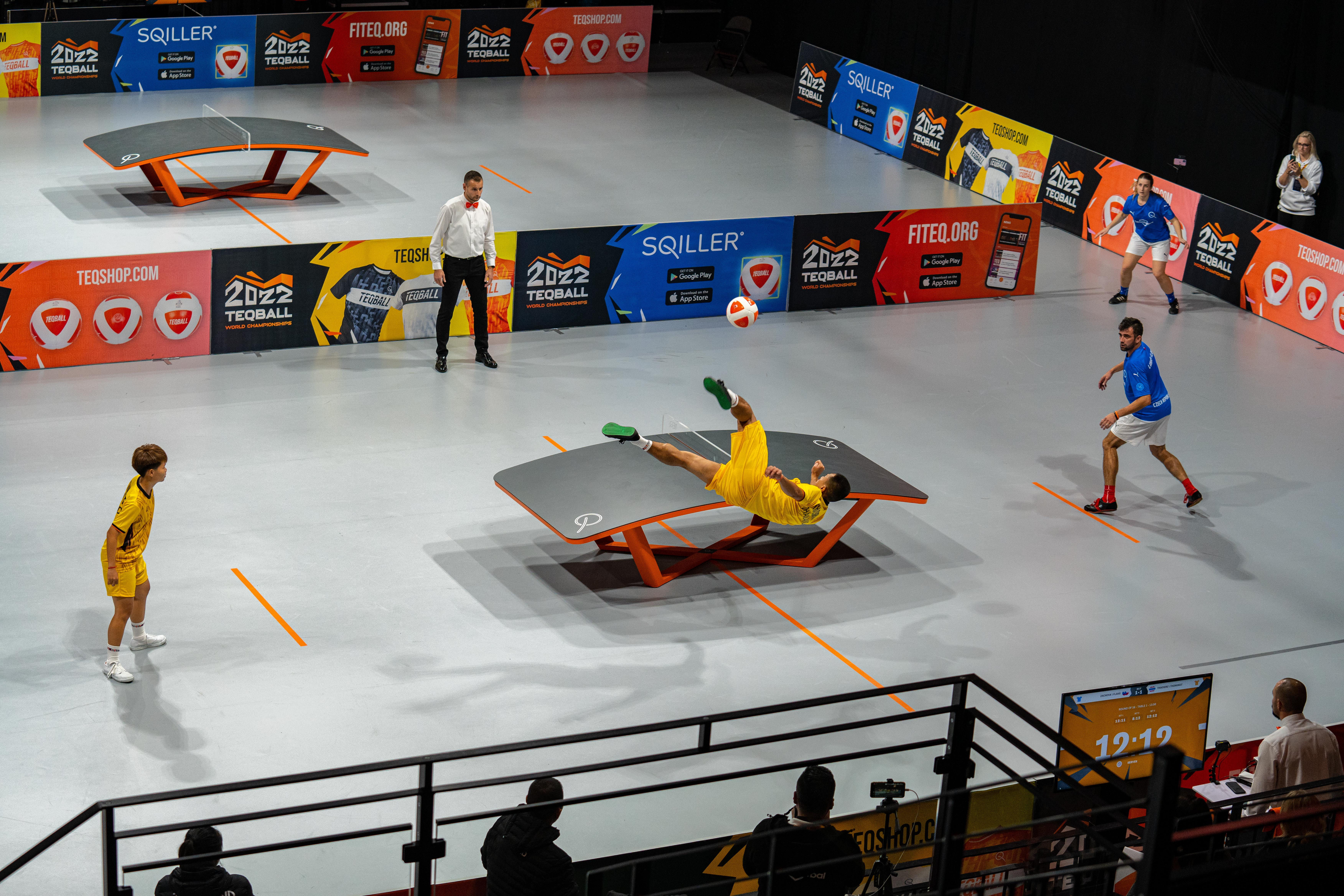
Mecz Teqball

Teqball – inaczej futmesa lub piłka stołowa – gra, polegająca na odbijaniu piłki (nogami, ciałem lub głową – podobnie jak w piłce nożnej) tak, by trafiła ona w charakterystyczny zakrzywiony stół po stronie przeciwnika (lub zespołu przeciwników).
Sport ten wymyślony został w roku 2014 przez trzech węgierskich miłośników piłki nożnej: Gábora Borsányiego, György Gattyán i Viktora Huszára. W rozgrywce walczą ze sobą dwaj zawodnicy lub zawodniczki albo dwa zespoły (po dwie osoby: debel albo mikst). Używana piłka jest bardzo podobna do tej wykorzystywanej w tradycyjnej piłce nożnej. Stół natomiast jest trochę podobny do stołu do ping-ponga, ale nie jest płaski, tylko ma kształt wypukły. Stół Teqball zastrzeżony jest jako wzór przemysłowy oraz chroniony jest patentowo.
Określenie Teqball jest czasem używane do opisania samego sportu, ale w rzeczywistości jest to zastrzeżony znak towarowy należący do Teqball Holding. Generyczna nazwa tego sportu to futmesa lub piłka stołowa.